# Svartsjön (Björna socken, Ångermanland)
Svartsjön är en sjö i Örnsköldsviks kommun i Ångermanland och ingår i Gideälvens huvudavrinningsområde. Sjön har en area på 0,198 kvadratkilometer och ligger 282,1 meter över havet. Sjön avvattnas av vattendraget Svartsjöbäcken.

## Delavrinningsområde
Svartsjön ingår i det delavrinningsområde (705743-164431) som SMHI kallar för Mynnar i Mattarbodbäcken. Medelhöjden är 279 meter över havet och ytan är 1,76 kvadratkilometer. Det finns inga avrinningsområden uppströms utan avrinningsområdet är högsta punkten. Svartsjöbäcken som avvattnar avrinningsområdet har biflödesordning 3, vilket innebär att vattnet flödar genom totalt 3 vattendrag innan det når havet efter 60 kilometer. Avrinningsområdet består mestadels av skog (65 procent). Avrinningsområdet har 0,19 kvadratkilometer vattenytor vilket ger det en sjöprocent på 10,9 procent.